# Anchitrichia
Anchitrichia is een geslacht van schietmotten uit de familie Hydroptilidae.

## Soorten
Deze lijst van 4 stuks is mogelijk niet compleet.
- A. duplifurcata OS Flint, 1983
- A. palmatiloba OS Flint, 1991
- A. spangleri OS Flint, 1970
- A. trifurcata EB Angrisano, 1984